# Kon Ichikawa
Kon Ichikawa (市川崑; Ujiyamada, 20 novembre 1915 – Ise, 13 febbraio 2008) è stato un regista cinematografico e animatore giapponese.
Tra i più celebri registi nipponici, viene ricordato per aver diretto film come L'arpa birmana e Le olimpiadi di Tokyo.

## Biografia
Appassionato fin da piccolo di disegno e pittura, ha una rivelazione quando vede sullo schermo i primi cartoni animati di Walt Disney. Decide così, una volta terminati gli studi, di cercare lavoro nell'industria giapponese del cinema d'animazione e, dopo una lunga gavetta come disegnatore anche durante il periodo bellico (era stato respinto alla visita di leva perché di salute cagionevole), esordisce nel 1947 con il mediometraggio a pupazzi animati Musume Dojoji (Una ragazza al tempio di Dojo). Il lavoro non verrà mai proiettato in pubblico per ragioni burocratiche (non aveva avuto il visto di censura preventiva delle autorità di occupazione americana dato che la sua lavorazione era iniziata prima dello sbarco alleato) e la pellicola finisce dimenticata in qualche magazzino. È stata ritrovata solo pochi anni fa e oggi è archiviata presso la Cinémathèque Française.
Nello stesso periodo Ichikawa dirige il suo primo film a soggetto, I fiori si schiudono (Hana hiraku), opera che segna il suo incontro con Natto Wada (pseudonimo di Yumiko Mogi), laureata in letteratura inglese, che sposa nel 1948. Wada ha talento nell'adattare opere letterarie per lo schermo (in Giappone è rarissimo che per il cinema si utilizzi un soggetto originale) e i due cominciano a lavorare insieme, producendo fino al 1965 ben 34 sceneggiature per altrettanti film.
Dal 1950 al 1956 Ichikawa si dedica a una serie di commedie che gli daranno popolarità, senza comunque superare i confini giapponesi, e gli faranno meritare l'appellativo di "Frank Capra nipponico". La svolta arriva con il successivo Biruma no tategoto (L'arpa birmana), del 1956. L'opera è tratta da una novella scritta nel 1950 e molto diffusa anche nelle scuole giapponesi, che ricerca negli orrori della guerra il vero significato e la dignità della vita umana. Dopo un laborioso lavoro di sceneggiatura sempre ad opera della moglie, Ichikawa realizza con pochi mezzi (contrariamente a quanto si pensa, la lavorazione si svolge quasi totalmente in Giappone) il suo film-simbolo.
Intanto, in occidente, gli organizzatori dei grandi festival internazionali cominciano a invitare pellicole provenienti da cinematografie lontane e sulla stampa si comincia a parlare di Kurosawa e di Mizoguchi. Quando alla XVII Mostra del cinema di Venezia viene proiettata L'arpa birmana, il pubblico che pensava di aver a che fare con l'opera di un "discreto mestierante" si trova invece di fronte a un capolavoro. La giuria, presieduta da Luchino Visconti, per contrasti tra i componenti quell'anno decide di non assegnare il Leone d'oro, ma il film di Ichikawa raccoglie comunque la maggioranza dei consensi.
Il successivo film che arriva in occidente è Enjo: tradotto Conflagrazione (conosciuto, anche, come La fiamma del tormento). Anche questo viene presentato a Venezia (1958) e, pur destando interesse e rispetto, non entusiasma i critici come il precedente.
Nobi (Fuochi nella pianura) (1959) riprende il tema della guerra già descritto con L'arpa birmana, questa volta con immagini ancora più crude e violente. Il film guadagnerà al Festival di Locarno il Pardo d'oro nel 1961.
Dello stesso periodo è Kagi (La chiave) tratto dallo stesso romanzo di Junichiro Tanizaki che ha ispirato l'omonimo film di Tinto Brass, realizzato nel 1983.
È la prima volta che gira a colori; la trama, a contenuto erotico, viene svolta in maniera molto sottile e raffinata, senza scadere nella pornografia malgrado le numerose scene scabrose. Al Festival di Cannes verrà proiettato nel 1960, ma non verrà mai distribuito in Italia.
Nel 1962 esce La colpa (Hakai). Nel 1964 Ichikawa decide di non realizzare più film a soggetto. Anche la moglie è stanca di lavorare in un cinema che ha cambiato la sua grammatica e "non ha più cuore". L'ultima opera alla quale lavorano insieme è Tokyo Orimpikku, (Le Olimpiadi di Tokyo), documentario uscito nel 1965 e considerato da molti una testimonianza altamente poetica dell'evento, pari a quella che rese famosa Leni Riefenstahl in occasione dei giochi di Berlino del 1936. Nonostante i riconoscimenti ottenuti in tutto il mondo (Cannes fu il primo), oggi non esiste più la versione montata da Ichikawa: le autorità olimpiche si sono arrogate il diritto di montare e smontare l'enorme quantità di girato, dando origine a sei-sette versioni diverse del film a seconda del mercato al quale viene destinato, dalle quali ovviamente il regista si dissocia, non riconoscendole come sue anche se portano la sua firma.
Tra i tanti progetti di documentario ai quali lavora dopo aver acquisito enorme fama per il film sulle Olimpiadi, Ichikawa ha occasione di guardare alla televisione giapponese un episodio di Topo Gigio e, ricordandosi delle sue origini, decide di rimettersi a lavorare a un film di pupazzi animati proprio con lui come protagonista. Si mette allora in contatto con Maria Perego, autrice del pupazzo, ed elabora un dramma morale, con Topo Gigio che tra varie avventure deve sottrarre la bomba atomica a un gruppo di criminali che voleva farne uso. Toppo Jījo no botan sensō (Topo Gigio e la guerra del missile) sarà un fiasco totale e verrà stroncato sia dai critici giapponesi che da quelli occidentali.
Dopo un celebratissimo documentario sul Giappone proiettato a Osaka in occasione dell'Expo '70, Ichikawa riprende a lavorare su storie a soggetto e la sua attività copre sia il cinema che la televisione. Nel 1970, insieme a Masaki Kobayashi, Akira Kurosawa e Keisuke Kinoshita, fonda la casa di produzione indipendente Yonki-no-Kai. L'unico film prodotto dalla società, Dodes'ka-den di Kurosawa, è un insuccesso commerciale che pone fine alle attività della compagnia.
Nel 1985 realizza anche un remake a colori dell'Arpa birmana.
Con più di novanta lavori, Ichikawa è considerato, assieme a Kurosawa, Mizoguchi, Kobayashi e Yasujirō Ozu, uno dei maestri del cinema giapponese. Malgrado lo stile disuguale, dovuto alla grande varietà delle tematiche che ha toccato nella sua carriera, dalla commedia all'erotismo, dalla guerra allo sport, dalle storie per ragazzi ai film in costume, il suo messaggio è straordinariamente chiaro e il suo linguaggio impeccabile.
Muore di polmonite, in un ospedale di Tokyo, il 13 febbraio 2008, all'età di 92 anni.

## Filmografia parziale
- Shinsetsu kachikachi yama - cortometraggio (1936)
- Musume Dôjôji - cortometraggio (1946)
- Tôhô sen'ichi-ya (1947)
- Hana hiraku - Machiko yori (1948)
- Sanbyaku rokujû-go ya: Tôkyô-hen (1948)
- Sambyakurokujugo ya - Osaka-hen (1948)
- Hateshinaki jonetsu (1949)
- Sambyaku-rokujugo ya (1949)
- Ningen moyô (1949)
- Akatsuki no tsuiseki (1950)
- Ginza Sanshiro (1950)
- Netsudeichi (1950)
- Ieraishan (1951)
- Mukokuseki-sha (1951)
- Bungawan soro (1951)
- Kekkon koshinkyoku (1951)
- Koibito (1951)
- Nusumareta koi (1951)
- Rakki-san (1952)
- Wakai hito (1952)
- Ashi ni sawatta onna (1952)
- Ano te kono te (1952)
- Pû-san (1953)
- Aoiro kakumei (1953)
- Seishun Zenigata Heiji (1953)
- Aijin (1953)
- Watashi no subete o (1954)
- Okuman choja (1954)
- Josei ni kansuru jûni shô (1954)
- Seishun kaidan (1955)
- Kokoro (1955)
- L'arpa birmana (Biruma no tategoto) (1956)
- Conflagrazione (Enjo) - conosciuto anche col titolo La fiamma del tormento (1958)
- Fuochi nella pianura (Nobi) (1959)
- La chiave (Kagi) (1959)
- Il fratello minore (Ototo) (1960)
- La colpa (Hakai) (1962)
- Le olimpiadi di Tokyo (Tôkyô orimpikku) (1965)
- Toppo Jījo no botan sensō (トッポ・ジージョのボタン戦争) - conosciuto anche col titolo Topo Gigio e la guerra del missile (1967)
- I più veloci, episodio del film Ciò che l'occhio non vede (Visions of Eight) (1973)
- Ancient City (古都) (dal romanzo Kotodi Yasunari Kawabata), anche conosciuto come The Old Capital, 1980
- Sasame Yuki (1983)
- Taketori Monogatari (1987)